# خطوط حاويات أتلانتيك

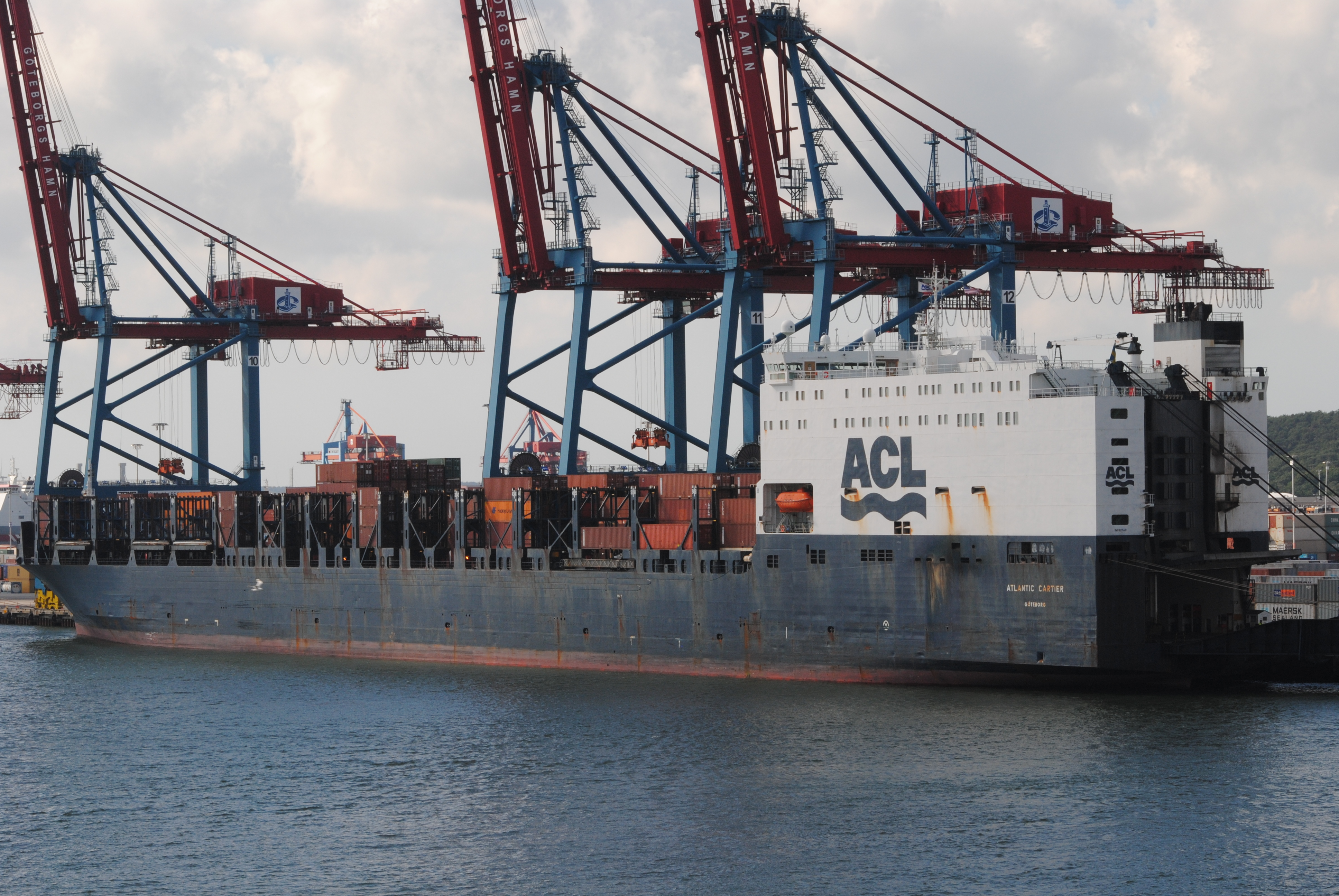
كارتييه الأطلسي في غوتنبرغ

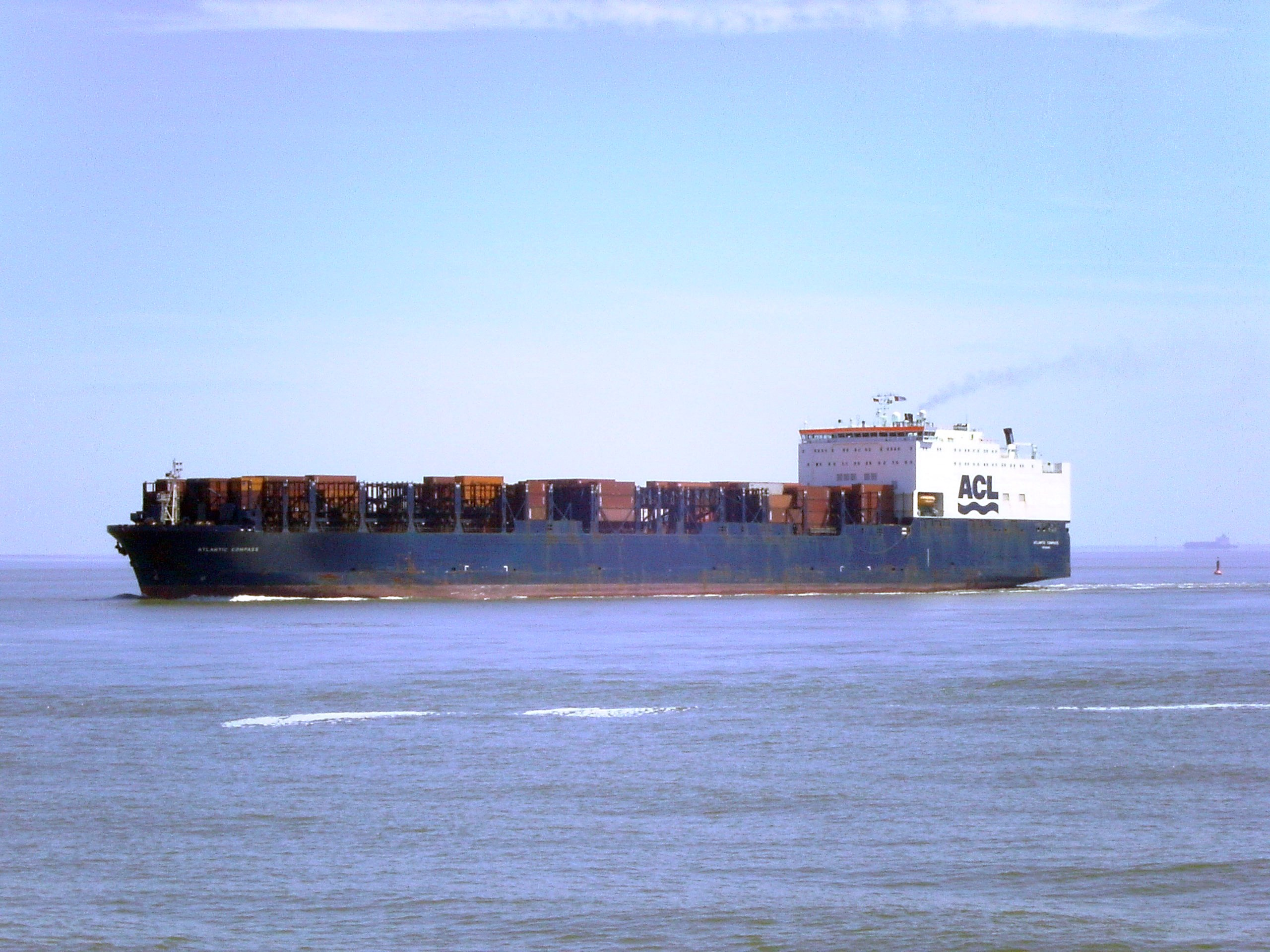
بوصلة الأطلسي على نهر إلب

خطوط حاويات أتلانتيك هي شركة شحن أمريكية مملوكة لشركة جريمالدي جروب الإيطالية. تدير الشركة سفن حاويات كبيرة قابلة للطي (رورو) بين أوروبا وأمريكا الشمالية.